# Utricularia pulchra
Utricularia pulchra — вид рослин із родини пухирникових (Lentibulariaceae).

## Середовище проживання
Цей вид відомий тільки з високогір'я Нової Гвінеї.
Цей однорічний наземний вид росте у вологому вилуженому піску, покритому мохом ґрунті та скелях, а також на вологих скелях; на висотах від 2250 до 3100 метрів.